# Vining (Iowa)
Pour les articles homonymes, voir Vining.
Vining est une ville du comté de Tama, en Iowa, aux États-Unis. Elle est incorporée le 26 mai 1913. 

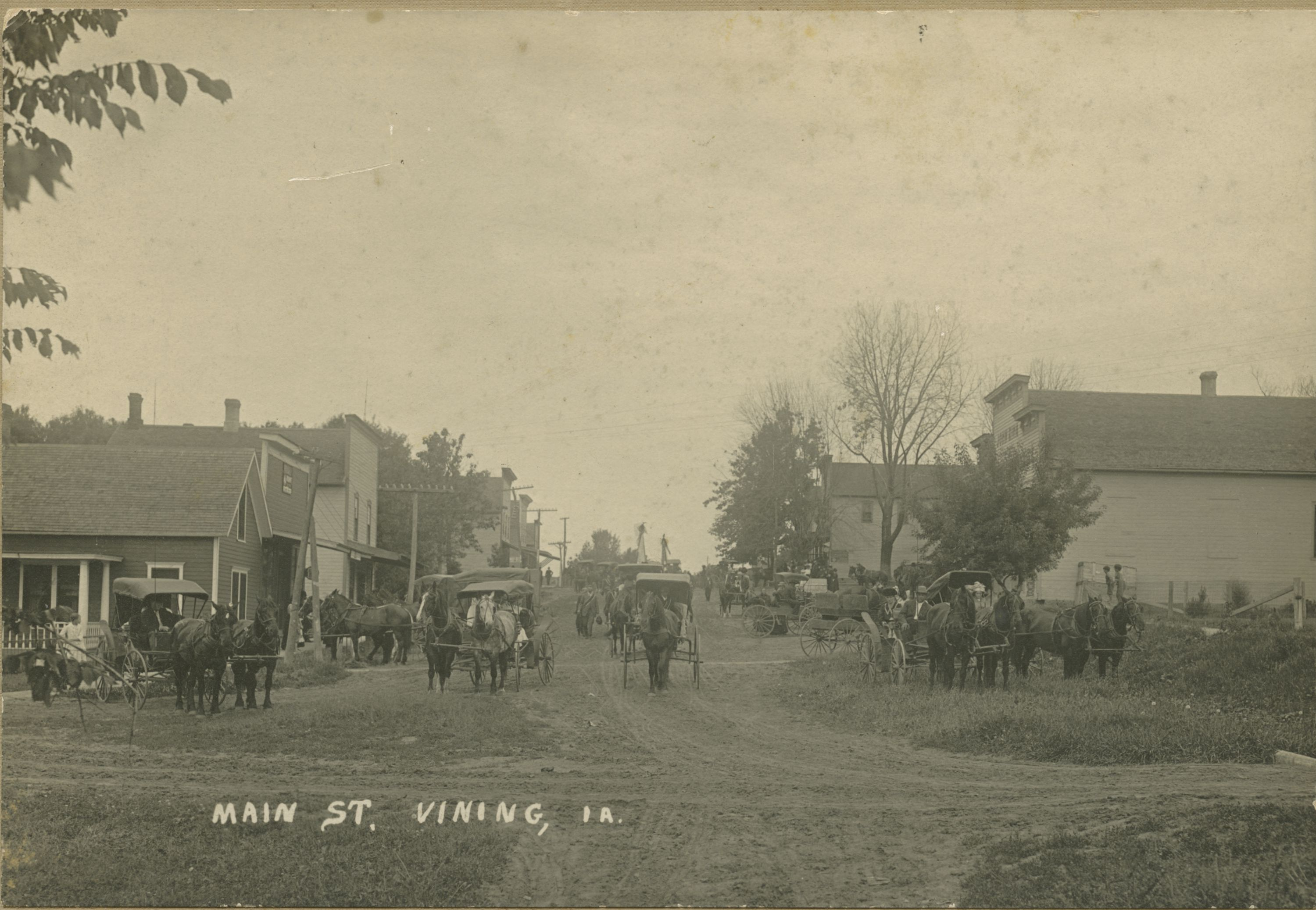
Rue Main, Vining, Iowa

## Source de la traduction
- (en) Cet article est partiellement ou en totalité issu de l’article de Wikipédia en anglais intitulé « Vining, Iowa » (voir la liste des auteurs).